# Valorbiquet
Valorbiquet é uma comuna francesa na região administrativa da Normandia, no departamento de Calvados. Estende-se por uma área de 28,66 km². Em 2010 a comuna tinha 2 556 habitantes (densidade: 89,2 hab./km²).
A municipalidade foi estabelecida em 1 de janeiro de 2016 e consiste na fusão das antigas comunas de La Chapelle-Yvon, Saint-Cyr-du-Ronceray, Saint-Julien-de-Mailloc, Saint-Pierre-de-Mailloc e Tordouet.